# Shaumián (Krasnodar)
Shaumián (del ruso: Шаумян) es un selo del raión de Tuapsé del krai de Krasnodar, en el sur de Rusia. Está situado a orillas del río Yelizavetka, afluente del río Pshish, 30 km al nordeste de Tuapsé y 83 km al sur de Krasnodar, la capital del krai. Tenía 1 603 habitantes en 2010.
Es cabeza del municipio Shaumiánskoye, al que pertenecen asimismo Afanasievski Postik, Gorni, Krainiaya Shchel, Navaguinskoye, Ostrovskaya Shchel, Sadóvoye y Shubinka.

## Historia
Fue fundada en 1864 con el nombre de stanitsa Yelizavetpolskaya por cosacos del Kubán en el emplazamiento de un aul cherqueso. El 4 de diciembre de 1869 pasó a ser un selo de nombre Yelizavetpolskoye. El 10 de marzo de 1925 se establece en la localidad el centro del raión nacional armenio. En 1936 es renombrado Shaumián en homenaje al revolucionario Stepán Shaumián. En 1953 Shaumián y parte del raión nacional pasaron a formar parte del raión de Tuapsé.

## Lugares de interés
Iglesia Apostólica Armenia Surb Echmiadzin.

## Transporte
La localidad cuenta con un apeadero en la línea Armavir-Tuapsé de la red del ferrocarril del Cáucaso Norte y está situada en la carretera Jadyzhensk-Tuapsé.